# Menger Hotel
The Menger Hotel es un hotel histórico ubicado en el centro de San Antonio, Texas, EE. UU., en el sitio de la Batalla del Álamo.
Fue incluido en el Registro Nacional de Lugares Históricos en 1977 como un edificio contribuyente en el Distrito Histórico Alamo Plaza. 

## La familia Menger
William y Mary Menger abrieron el hotel Menger en 1859 en lo que ahora es el Distrito Histórico Alamo Plaza de San Antonio, que incluye la Misión Álamo. Los planes para el hotel surgieron gracias a la popularidad de la cervecería de William Menger. Los Menger vendieron la propiedad en 1881 a la familia Kampmann. William Menger había emigrado de Alemania a América en 1847. Menger se instaló en San Antonio y reanudó su oficio anterior como tonelero y cervecero. Con sus raíces alemanas, Menger trajo la cerveza a San Antonio. Abrió Menger Brewery en 1855 en los campos de batalla de Álamo (ahora conocido como Alamo Plaza).

## Construcción
En 1858, los Menger contrataron a un arquitecto, John M. Fries, junto con un contratista, JH Kampmann, para completar el hotel de dos pisos y 50 habitaciones en San Antonio, Texas, que se convirtió en un punto de parada en Chisholm Trail donde los ganaderos podían reabastecerse mientras los ganaderos vendían y compraban su ganado. Hasta ese momento, la mayoría de los alojamientos en San Antonio eran pensiones y había pocas cervecerías. El Hotel Menger, inaugurado en febrero de 1859, sirvió como lugar de encuentro para los magnates ganaderos y fue un éxito inmediato; muchas transacciones comerciales de ganado se realizaron a lo largo de los años en el vestíbulo del hotel. Un marcador en el patio del hotel actual conmemora el Chisholm Trail.

## Período de la Guerra Civil

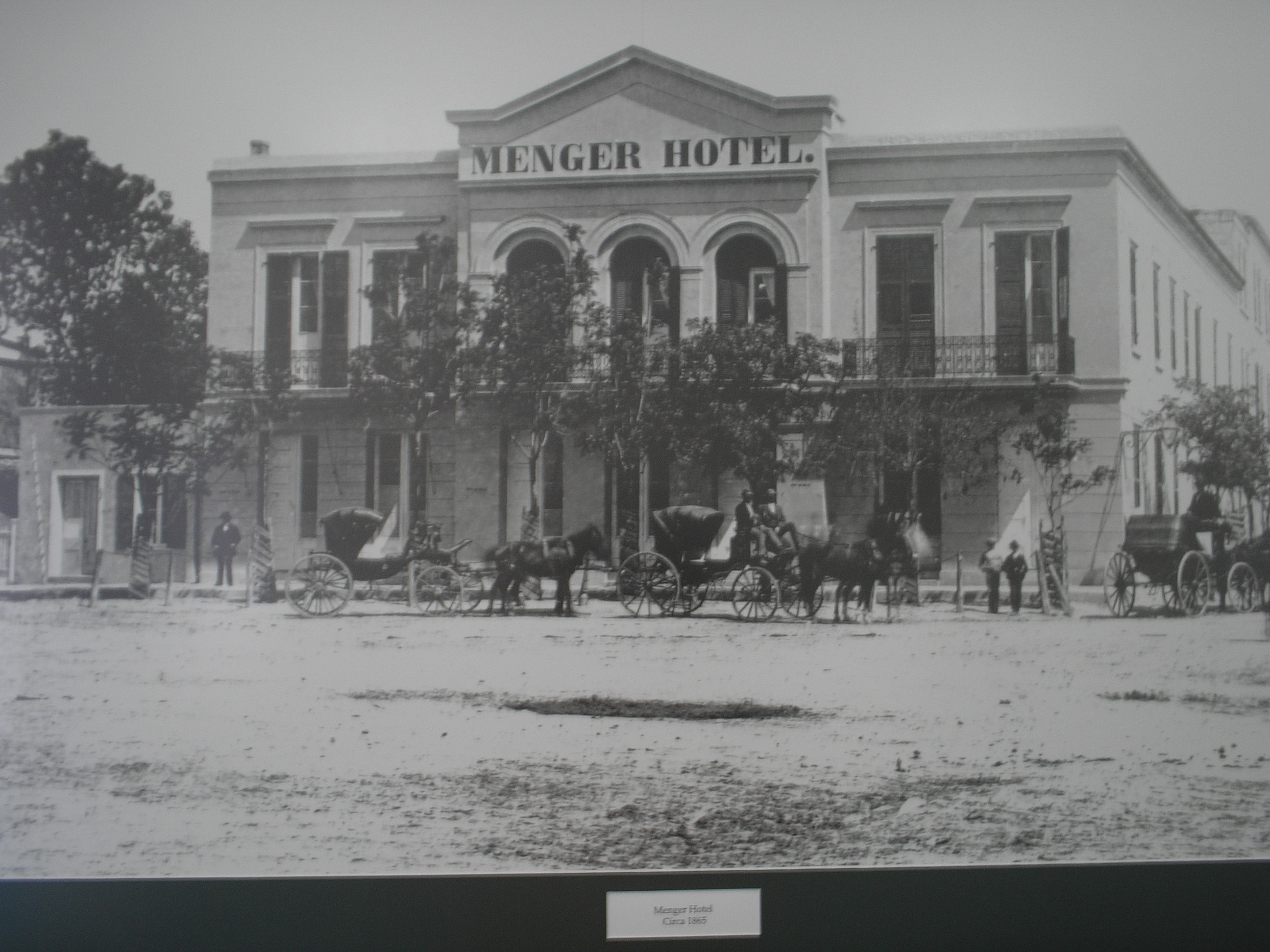
Hotel Menger (1865)

Con el comienzo de la guerra civil estadounidense, una gran cantidad de soldados confederados fueron estacionados en San Antonio, lo que generó la necesidad de más pensiones para alojarlos. La familia Menger puso el edificio en uso para ayudar en el esfuerzo de guerra confederado y cerró las habitaciones del hotel. Mantuvieron el comedor abierto para alimentar al personal militar y ofrecieron espacio para el cuidado de los soldados heridos. Una vez que terminó la guerra, el hotel reanudó sus operaciones completas.

## Muerte de William Menger
Después de poco más de una década de administrar el Hotel Menger, William Menger murió en 1871. Sin embargo, Mary Menger y su hijo Louis William continuaron dirigiendo el hotel y la cervecería. Rápidamente publicó un anuncio en el periódico local de que continuaría con el negocio y que la muerte de su esposo "no cambiaría los asuntos" dentro del hotel o la cervecería. Continuó como de costumbre y compró un terreno vecino en el que construir nuevas habitaciones para servir a la afluencia de invitados. En un período de un año recibió a más de 2.000 invitados.
El 19 de febrero de 1877, el primer tren de pasajeros llegó a San Antonio, lo que contribuyó aún más al creciente éxito del hotel. Esto permitió un mayor volumen de viajeros a través de la ciudad y promovió el crecimiento de Alamo Plaza, que se convirtió en la ubicación de la primera oficina de correos federal de San Antonio, inaugurada en 1877. El hotel ofreció un conducto de correo en cada piso para uso de los huéspedes: el correo saliente se recogió y se llevó a la oficina de correos. Mary Menger sabía que al edificio le faltaban baños modernos, retretes adecuados o timbres para el servicio de habitaciones, e hizo estas mejoras.
En 1879, Menger instaló iluminación de gas. Aunque ella y su hijo Louis mantuvieron el hotel lo mejor que pudieron, ella se estaba haciendo demasiado mayor para administrar el negocio y su hijo no estaba interesado en hacerse cargo. Por lo tanto, se tomó la decisión de vender el hotel a su contratista original, Major JH Kampmann. Fue vendido el 7 de noviembre de 1881 por 118.500 dólares.

## Propiedad de Kampmann

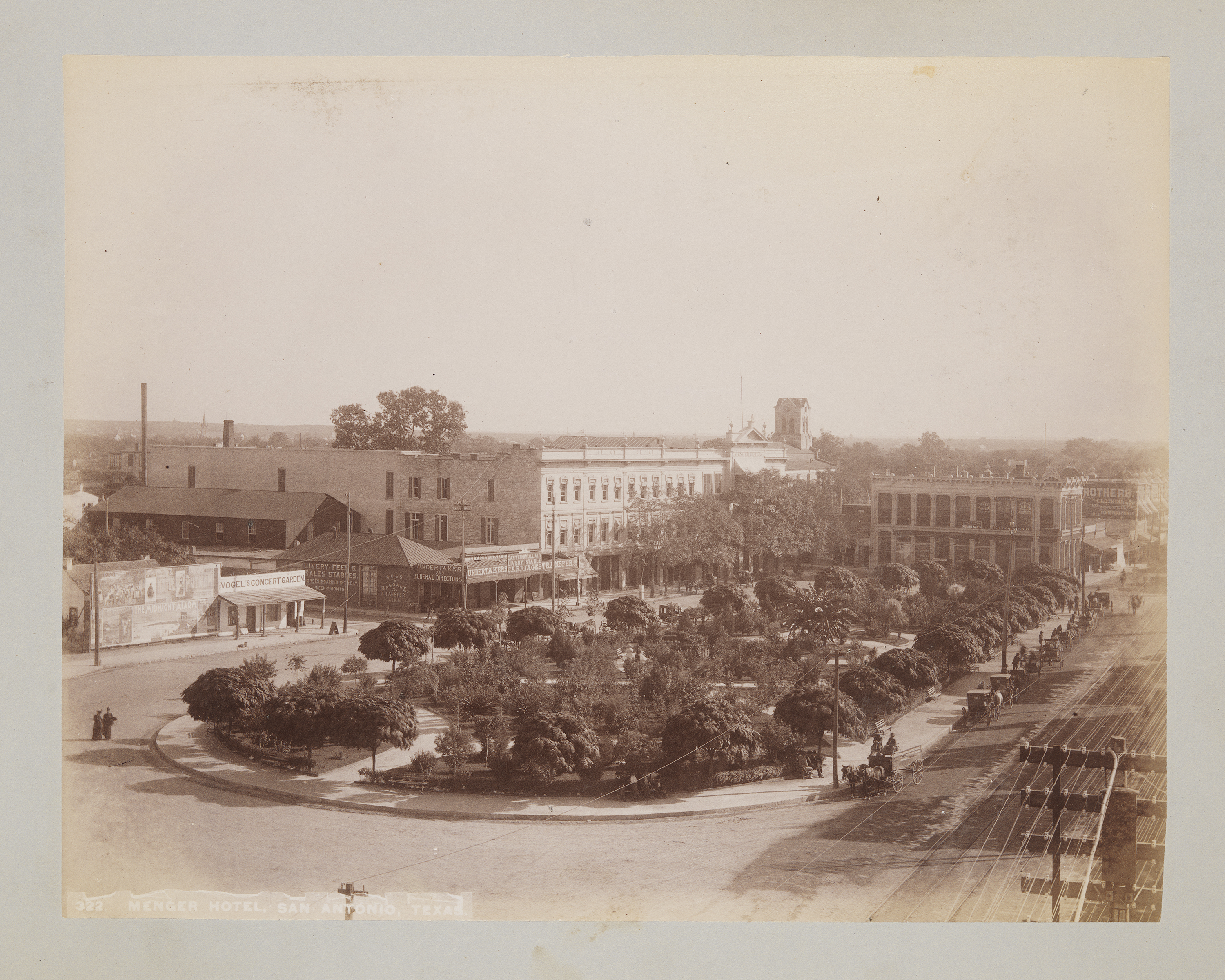
Hotel Menger (1897)

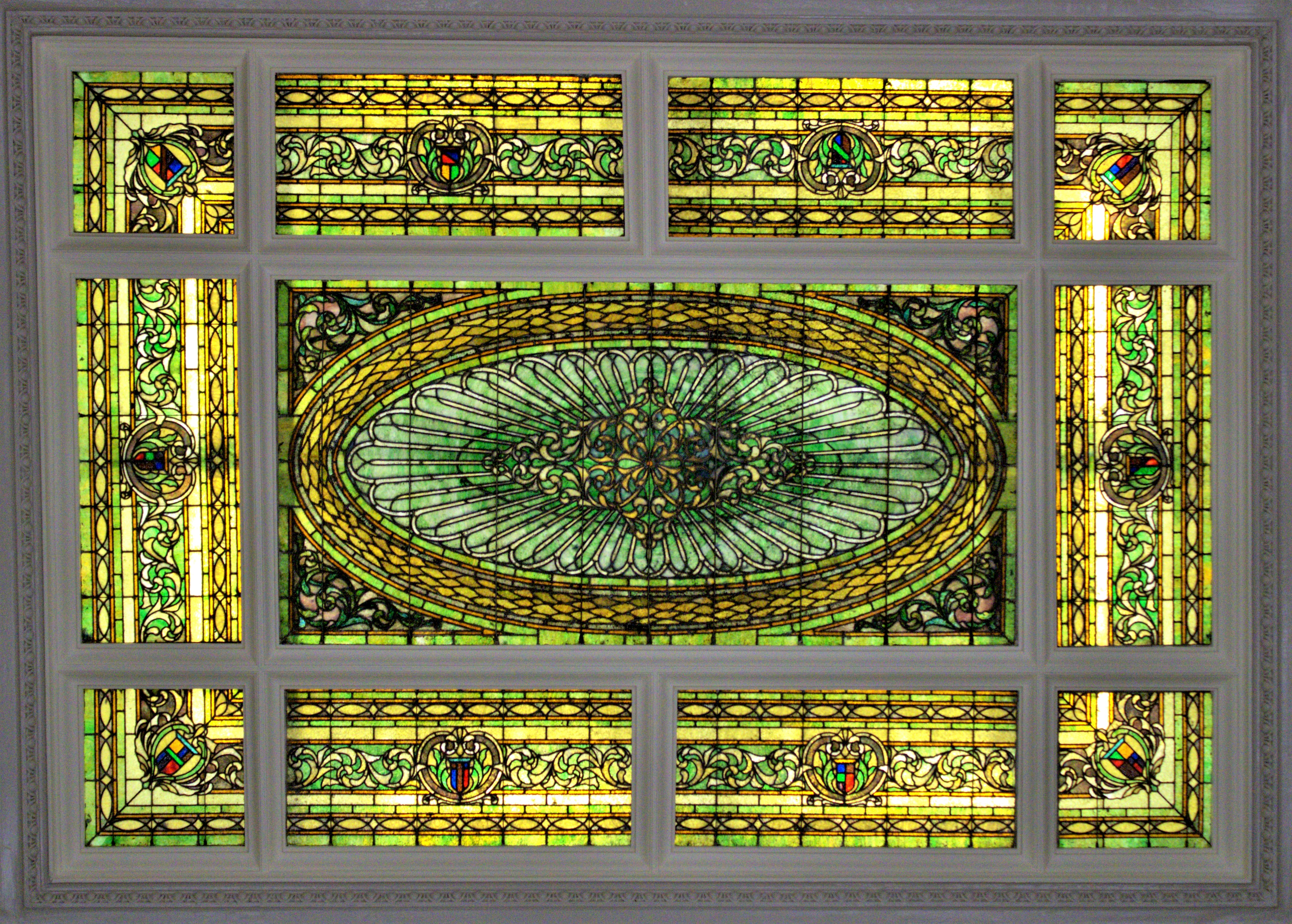
El techo de vidrieras del vestíbulo victoriano en 2019.

A lo largo de la historia del hotel, ha habido diferentes gerentes y grupos de administración del Menger Hotel, incluido el Mayor John Hermann (JH) Kampmann, Hermann Kampmann, William Louis Moody Jr y Hector R. Venegas. El mayor John Hermann (JH) Kampmann administró el hotel desde 1881 hasta 1943. Fue el contratista que fue contratado en 1858 para construir el hotel. Durante esos años, realizó varios cambios necesarios en la estructura del hotel. Kampmann fue un constructor y arquitecto, al que se le atribuye la construcción del Menger Hotel original. Habiendo adquirido posesión, Kampmann agregó historias y adiciones más contemporáneas al edificio del hotel. En respuesta a las críticas de los periódicos locales sobre la falta de comodidades del hotel, Kampmann inmediatamente comenzó a remodelarlo. Pronto se agregó un ala este, se reubicó la cocina, se agregó otro vestíbulo y se amplió el comedor para acomodar a 160 personas. La renovación agregó una lavandería y llevó agua corriente a todas las habitaciones, lo que permitió baños privados, lo que contribuyó al resurgimiento de la popularidad del hotel, porque pocos hoteles ofrecían eso en ese momento.
Major Kampmann, al igual que William Menger, quería ofrecer un establecimiento que permitiera a los viajeros alojarse en un hotel que brindara un servicio de primera. Como se documentó en una encuesta de 1885, los huéspedes tenían acceso a una sala de bar bien equipada, una sala de billar y una barbería que estaban conectadas con el hotel. JH Kampmann finalmente se retiró, dejando la propiedad del hotel a su hijo Hermann Kampmann. JH estaba en Colorado Springs cuando murió el 6 de septiembre de 1885 a la edad de sesenta y seis años. Al igual que su abuelo y su padre, William Menger y JH Kampmann, Hermann Kampmann tuvo un papel importante en la gestión del hotel. Hijo de JH Kampmann, Hermann era un astuto hombre de negocios cuyas prácticas comerciales lo convirtieron en una de las personas más ricas de San Antonio. Su padre había realizado anteriormente muchas renovaciones en el hotel, pero Hermann sintió que se debían hacer más adiciones y restauraciones. Según los informes, hizo arreglos para que un arquitecto estudiara el bar del club House of Lords en Inglaterra para crear un facsímil en el hotel y, en 1887, se agregó un nuevo salón. Este bar fue frecuentado por ciudadanos locales y celebridades. El Menger Bar, como se le llamo, tenía "mesas y sillas de caoba ornamentadas... grandes espejos... cristal fino y plata de ley". Teddy Roosevelt bebió y reclutó allí a sus Rough Riders. Además, Hermann agregó un cuarto piso al lado del hotel de Blum Street. La creciente demanda de habitaciones se convirtió en la necesidad más apremiante del hotel. Además de la creación del bar y un piso adicional agregado al edificio, Hermann también trajo la última tecnología al hotel, incluido un elevador de vapor y lavanderías, luces eléctricas y un pozo artesiano. También en esta época, también se agregó un área de lectura, donde escribieron y trabajaron varios de los primeros escritores y cronistas de la vida en el suroeste de los Estados Unidos que se hospedaron en el Menger. En 1897, Kampmann hizo remodelar la cocina una vez más e incluyó nuevos muebles y accesorios en el comedor.
A medida que el negocio comenzó a florecer, a Hermann le resultó difícil administrarlo y entregó la administración activa a JW McClean y JH Mudge, pero retuvo la última palabra en las decisiones importantes. Murió en 1902 en un accidente de caballo y calesa. La propiedad pasó a toda la familia Kampmann ya que no había ningún miembro de la familia que quisiera hacerse cargo. Aunque no estaban interesados en el negocio hotelero, intentaron renovar el hotel en 1909 contratando al arquitecto Alfred Giles. Debía reemplazar la pared frontal con una fachada francesa, agregar un piso de mármol al vestíbulo, construir una abertura arqueada desde el vestíbulo hasta el patio, crear un piso de baldosas estampadas en el vestíbulo victoriano y, por último, crear columnas corintias en el vestíbulo de forma ovalada. Todas estas incorporaciones hicieron del Menger Hotel el más elegante de San Antonio, lo cual fue crucial para su éxito, ya que ahora se abrían nuevos hoteles en la zona, como el Crockett Hotel y el Gunter Hotel. En 1912, la familia Kampmann contrató al arquitecto Atlee B. Ayres para renovar el comedor y agregar 30 habitaciones.
Después de la Primera Guerra Mundial, la familia ya no pudo mantener el hotel para albergar grandes eventos sociales y en 1929 el hotel estaba tan descuidado que se eliminó de las guías turísticas estatales. La Gran Depresión también contribuyó al abandono del hotel; debido a que pocas personas ocupaban habitaciones, faltaban ingresos para realizar las reparaciones y renovaciones necesarias, y el hotel entró en su período de la llamada "elegancia en declive". Los tiempos también fueron difíciles para el hotel durante la Segunda Guerra Mundial, tanto que se discutieron los planes para derribarlo y reemplazarlo con un estacionamiento.

## propiedad malhumorada

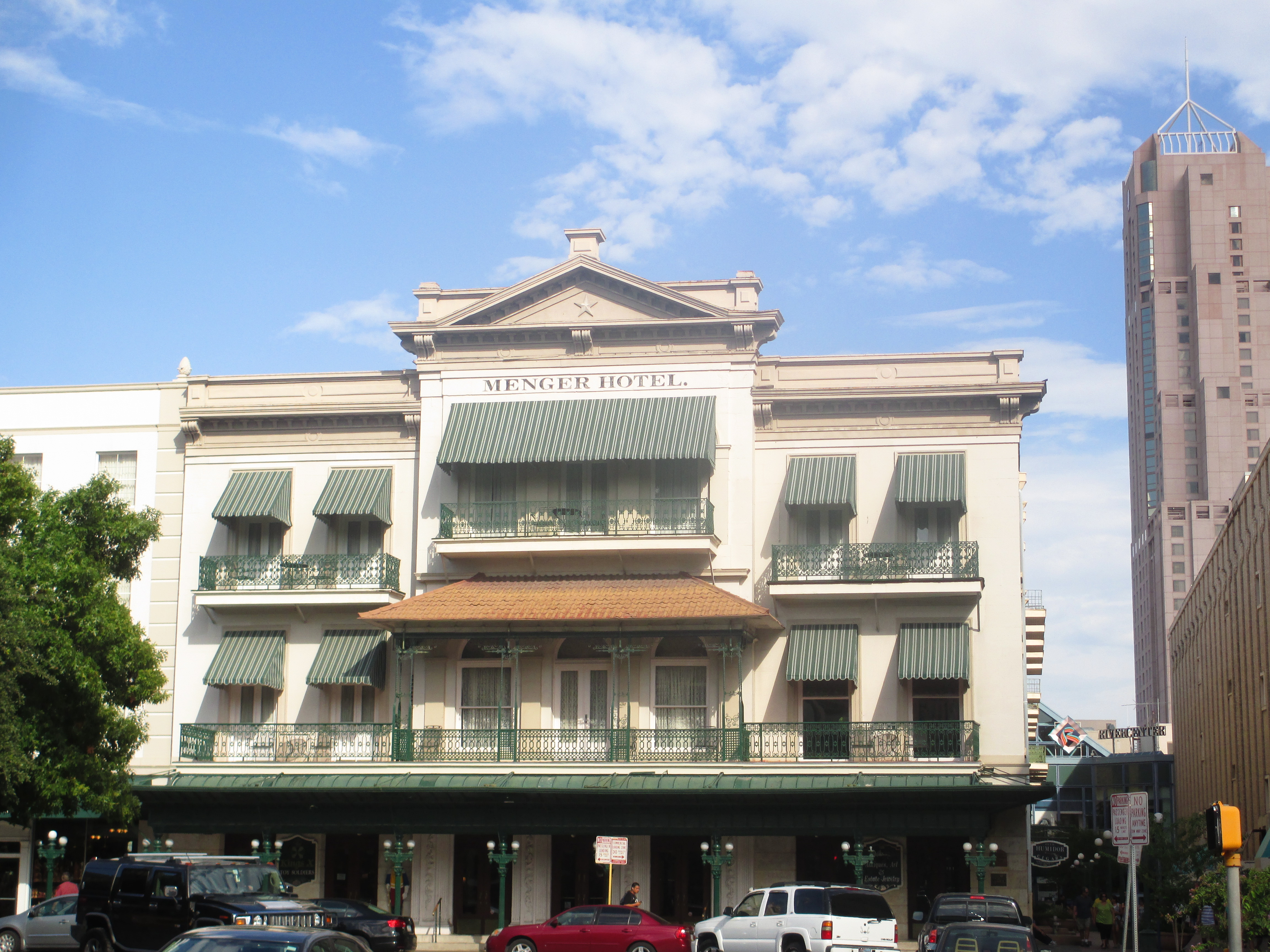
Otra vista del Hotel Menger (2012)

William Lewis Moody Jr. compró el Menger Hotel en 1943, y el 30 de junio de 1944 tomó posesión la National Hotel Corporation, que él había fundado en 1928. Bajo su supervisión, se inició una restauración completa del hotel en 1945 después de que terminó la Segunda Guerra Mundial, y para 1948, se instalaron nuevas tuberías, accesorios eléctricos y decoraciones del edificio, y también se restauraron los jardines del patio español. Se reemplazó el revestimiento del piso con alfombras, se renovaron las habitaciones y los espacios públicos y se gastaron $100,000 en equipar una nueva cocina. Moody también hizo restaurar las diversas obras de arte en la propiedad por el artista local Ernst Raba, los muebles antiguos fueron restaurados y tapizados y, por último, se restauró el comedor colonial.
Después de que se completó todo este trabajo de restauración, el vestíbulo que JH Kampmann había construido en 1881 y varias habitaciones encima de él fueron demolidos y reemplazados por un nuevo vestíbulo y 3 pisos de habitaciones con aire acondicionado arriba. En todos sus planes para renovar el hotel, Moody había decidido dejar la parte original que había construido William Menger. El 2 de marzo de 1951, Moody fue reconocido por la Sociedad de Conservación de San Antonio por su trabajo en la remodelación del Menger y por convertirlo en un hito en San Antonio. En 1953, se añadió una piscina a la propiedad. Moody murió a los ochenta y nueve años en 1954, cuando la propiedad del hotel pasó a su hija mayor, Mary Moody Northern. Muchos otros miembros de la familia Moody estuvieron involucrados en las operaciones del Hotel Menger, y todavía lo están.
La próxima Feria Mundial de 1968, apodada Hemisfair por los habitantes locales de San Antonio, motivó a Mary Moody Northern a gastar $1.5 millones en una adición de cinco pisos con 110 habitaciones para acomodar a los turistas esperados. Este nuevo establecimiento, diseñado por los arquitectos Atlee B. Ayres y Robert Ayres, recibió el nombre de Motor Hotel, que incluía la comodidad del autocine y el servicio de aparcacoches. En 1977, Mary Moody Northern murió y la propiedad del hotel pasó a su sobrino Robert L. Moody Jr., quien se convirtió en el nuevo presidente de la Fundación Moody. Para 1991, Hotel Corporation, también conocida como Gal-Tex Corporation, terminó la restauración del espacio comercial de 8,000 pies cuadrados en el lado del hotel Alamo Plaza, a un costo de alrededor de $ 9 millones.

## Huéspedes famosos
A lo largo de su historia, el Hotel Menger ha sido escenario de muchos eventos importantes y ha tenido muchos invitados famosos. La lista de invitados incluye a los presidentes: Ulysses Grant, Benjamin Harrison, Theodore Roosevelt, Woodrow Wilson, William H. Taft, William McKinley, Harry Truman, Richard Nixon, Ronald Reagan, Lyndon Johnson, George HW Bush y Bill Clinton; figuras militares, incluidos Sam Houston, Robert E. Lee y William Hood Simpson; y otras figuras públicas, incluido Oscar Wilde.

## Cocina delsigloXIX
Otro atractivo popular del hotel durante sus primeros años fue la cocina que ofrecía la propia Mary Menger. Durante mucho tiempo había preparado comidas para sus invitados en su pensión y sintió que hacerlo también en el Hotel Menger fortalecería su atractivo. Menger ideó un menú para los invitados que incluía una selección de sopas, carne de res, pasta, ternera y una variedad de postres, todos servidos en una sola sesión. Los Menger compraron carne de res, pollo, mantequilla campestre y huevos de la más alta calidad que pudieron encontrar en los mercados locales, y enviaron un carro con bancos que recorría la ciudad recogiendo a los hombres de negocios para llevarlos al hotel a cenar. Mary Menger también era conocida por organizar lujosas cenas para invitados famosos. Muchas de sus recetas todavía se ofrecen hoy en el Colonial Dining Room del hotel, y el helado de mango sigue siendo popular entre los huéspedes.

## Reconocimiento histórico
Ha sido reconocido por el estado de Texas y se agregó al Registro Nacional de Lugares Históricos en 1976. Es miembro de Historic Hotels of America, un programa oficial del National Trust for Historic Preservation. Es actualmente propiedad de 1859 Historic Hotels, Inc., con sede en Galveston, que también posee el Crockett Hotel construido en 1909 al otro lado de la calle, también adyacente al complejo The Alamo.